# 勞恩堡戰役
勞恩堡戰役（法語：Combat de Lauenbourg）發生於1813年8月18日，是第六次反法同盟中的一場小規模衝突。达武元帥指揮的第十三軍團在這場戰役擊敗了瓦爾莫登將軍的部隊。

## 前奏
1813年的夏天，在談判失敗後雙方於8月11日開戰，奧地利帝國也加入了反法同盟。第十三軍團的職責為與聯軍的北方軍團對峙，並與向南往柏林進軍的乌迪诺軍團協同作戰。
在瓦爾莫登將軍的率領下，北方軍團的普魯士軍隊在特里陶至劳恩堡建立了一道防線。

## 戰鬥
達武在該天晚上對25,000名普魯士人控制的劳恩堡發起夜襲，普軍迅速被擊退。18日至19日普軍共有50人死亡、400人受傷和100人被俘，而法軍僅付出極為微小的代價。
在突破北方軍團的防線後，達武開始挺進柏林，並於8月27日停留在施威林。他在那裡接收到烏迪諾戰敗的消息，迫使他撤退至漢堡。

## 註腳
1. ↑  Tulard 1999，第937頁.
2. 1 2 3  Davout 1885.
3. 1 2 3 4  Hulot 2003，第191頁.